# Аиульф II (князь Беневенто)
Аиульф II (Айо II) (лат. Aiulf II, итал. Aione II, умер в 891) — князь Беневенто (884—891), сын Адельхиза и Адельтруды.

## Биография
В 884 (или 885) году Аиульф сверг своего старшего брата Радельхиза. В это время, начиная с 883 года, византийские войска под командованием Никифора Фоки Старшего стали отвоёвывать Калабрию. Вскоре Никифор стал совершать нападения на окрестности Беневенто. Аиульф в ответ на это захватил город Бари, но через год он снова был занят византийцами.
Аиульфу также приходилось отбивать нападение неаполитанского герцога.